# Lutz Lüttig
Lutz Lüttig (* 3. Juni 1950) ist ein deutscher Sportjournalist und ehemaliger Fußballschiedsrichter.

## Werdegang
Lüttig begann seine Schiedsrichterlaufbahn im Jahr 1974. Das Mitglied des VfL 93 Hamburg wurde 1985 DFB-Schiedsrichter und leitete Spiele in der 2. Fußball-Bundesliga, in der Fußball-Bundesliga sowie auf internationaler Ebene war er Linienrichter (erster Einsatz im März 1988 beim Halbfinale im Europapokal der Landesmeister zwischen Dinamo Bukarest und Benfica Lissabon).
Als Sportjournalist arbeitete er unter anderem für das Tennis Magazin, trug zum 1995 erschienenen Buch 100 Jahre Fußball in Hamburg sowie zum 2000 veröffentlichten Werk Book of Tennisrackets: From the beginning in the 16th century until about 1990 bei. Später war er für die Zeitung Bild tätig und Mitglied der Redaktion der vom Deutschen Fußball-Bund herausgegebenen Schiedsrichter Zeitung. Der Freiberufler gehörte 2015 zum Auswahlgremium bei der Vergabe des vom Verband Deutscher Sportjournalisten gestifteten VDS-Fernsehpreises. Als Fußballtrainer brachte sich Lüttig in den Mädchenfußball ein.